# Андріївська сільська рада (Олександрійський район)
| Андріївська сільська рада — колишній орган місцевого самоврядування у Олександрійському районі Кіровоградської області з адміністративним центром у с. Андріївка. Сільській раді були підпорядковані населені пункти: - с. Андріївка - с. Мала Березівка - с. Рожеве - с. Степанівка - с. Сургани |

## Склад ради
Рада складалася з 15 депутатів та голови.

### Керівний склад ради
| ПІБ                        | Основні відомості                                                                                     | Дата обрання | Дата звільнення |
| -------------------------- | --- | ------------ | --------------- |
| Чемойдан Анатолій Іванович | Сільський голова, 1950 року народження, освіта, член Соціал-демократичної партії України (об'єднаної) | 26.03.2006   | 31.10.2010      |
| Близнюк Віктор Олексійович | Сільський голова, 1963 року народження, освіта вища, безпартійний                                     | 31.10.2010   | 25.10.2015      |

Примітка: таблиця складена за даними джерела

## Населення
Згідно з переписом УРСР 1989 року чисельність наявного населення сільської ради становила 937 осіб, з яких 433 чоловіки та 504 жінки.
За переписом населення України 2001 року в сільській раді мешкало 836 осіб.

### Мова
Розподіл населення за рідною мовою за даними перепису 2001 року:
| Мова       | Відсоток |
| ---------- | -------- |
| українська | 93,30 %  |
| російська  | 5,98 %   |
| білоруська | 0,36 %   |
| вірменська | 0,36 %   |